# Gniewice (przystanek kolejowy)
Gniewice – nieczynny przystanek koszalińskiej kolei wąskotorowej w Rosnowie, w województwie zachodniopomorskim, w Polsce. Został zlikwidowany pomiędzy rokiem 1947 a 1959.